# 穴山清五郎
穴山 清五郎（あなやま せいごろう）は、戦国時代の武将。甲斐国河内の領主・穴山氏の一族。実名は不明。穴山信君の大叔父に当たる。

## 略歴
穴山信懸の子として誕生。永正10年（1513年）5月27日に父・信懸を暗殺した（『勝山記』）。その後、清五郎は史料に登場しないため、信懸の跡を継いだ兄弟の信風に殺害されたと推測されている。

## 信懸殺害に関しての理由
穴山信懸の娘は当時の甲斐武田氏の本拠地である川田に居住しており（『菊隠録』）、この娘は武田信昌か武田家の有力家臣に嫁いでいたのではないかと推測され、信懸は武田家と友好関係にあった。しかし信懸は今川氏親、北条早雲らと親密な関係を保っていた事が確認され（『今川本太平記』）、信懸は武田・今川と両属の関係にあり、このような中で信虎との関係をどうするかで信懸・清五郎が対立したと見られる。
信懸の死後、信風は武田家との従属関係を解消し、今川氏に従属した。そして2年後の今川氏親の甲斐侵攻にも協力している。